# ألان برن
ألان برن (بالإنجليزية: Alan Bern)‏ هو ملحن وموسيقي أمريكي، ولد في 1955 في بلومنغتون في الولايات المتحدة.

## وصلات خارجية
- ألان برن على موقع ميوزك برينز (الإنجليزية)
- ألان برن على موقع ديسكوغز (الإنجليزية)